# Osphantes
Osphantes is een Afrotropisch geslacht van vlinders van de familie van de dikkopjes (Hesperiidae), uit de onderfamilie van de Hesperiinae. Dit geslacht is voor het eerst wetenschappelijk beschreven door William Jacob Holland in een publicatie uit 1896.
Dit geslacht is monotypisch, dat wil zeggen dat het maar één soort heeft namelijk Osphantes ogowena (Mabille, 1891).